# Renseneb
Renseneb (fl. XVIII-XVII secolo a.C.) è stato il tredicesimo, secondo il Canone Reale, sovrano della XIII dinastia egizia.

## Biografia
Come per altri membri della XIII dinastia il nome di questo sovrano è noto solamente attraverso il Canone Reale, importante documento di epoca ramesside conservato presso il Museo Egizio di Torino.
La durata del regno è sconosciuta ed il frammento, associato a questo sovrano, che riporta ...4 mesi potrebbe essere erroneamente attribuito.
Anche la formula che segue il nome del sovrano è leggermente difforme da quella presente in altri punti del testo ma non è possibile definire se ciò sia dovuto ad un errore casuale oppure abbia altro significato.

## Liste Reali
| r · n | A2 | HASH | n | b | Y1 |

| r · n | A2 | HASH | n | b | Y1 |

| r · n | A2 | HASH | n | b | Y1 |

| r · n | A2 | HASH | n | b | Y1 |

| r · n | A2 | HASH | n | b | Y1 |

| r · n | A2 | HASH | n | b | Y1 |

| r · n | A2 | HASH | n | b | Y1 |

| r · n | A2 | HASH | n | b | Y1 |

## Altre datazioni
| Autore | Anni di regno |
| ------ | ------------- |
| Ryholt | 1777 a.C.     |

{